# Kabinett Drees/Van Schaik

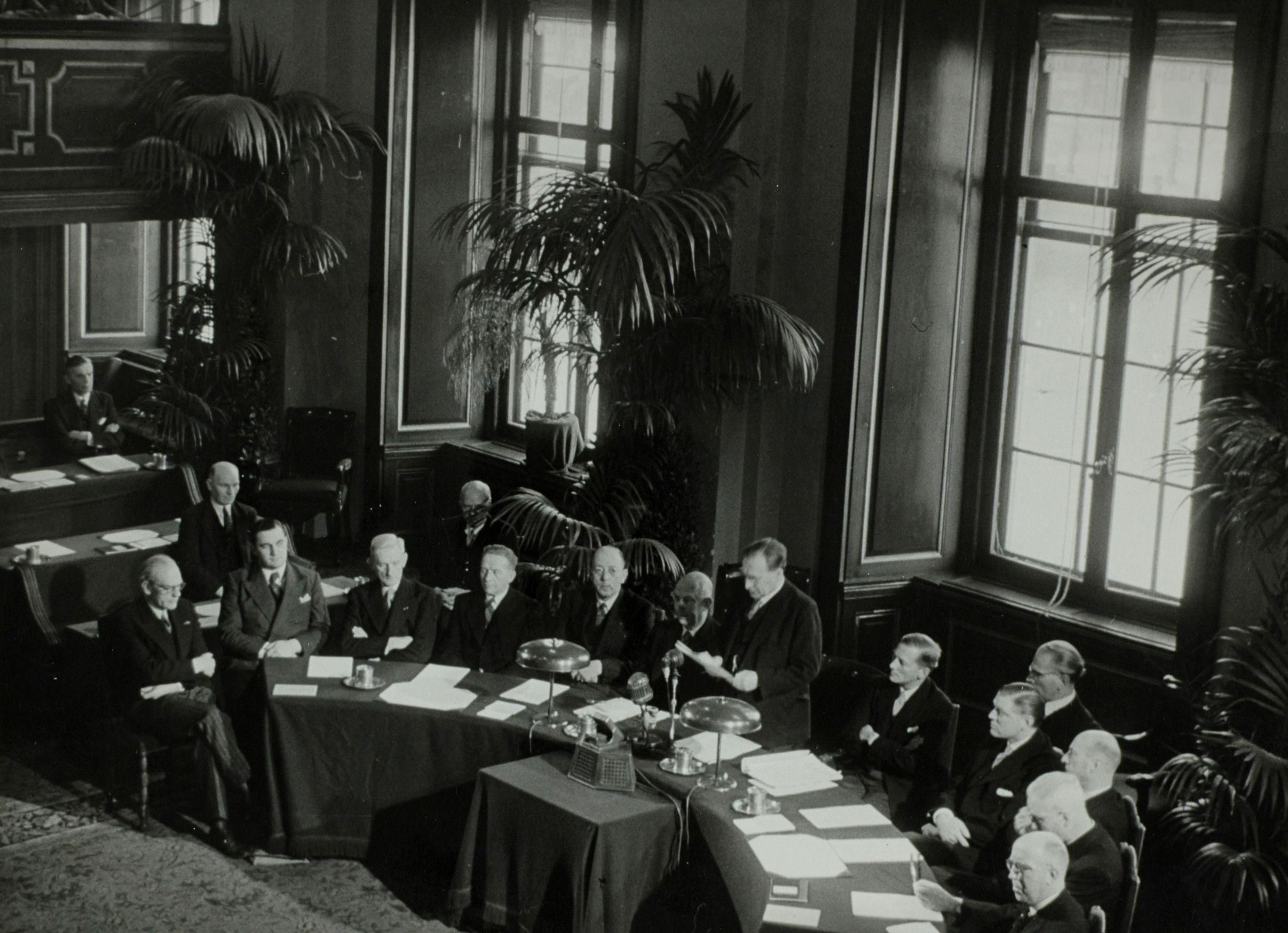
Das Kabinett 1948

Das Kabinett Drees/Van Schaik bildete vom 7. August 1948 bis 15. März 1951 die Regierung der Niederlande.
Es handelte sich um eine Koalition aus der sozialdemokratischen PvdA, den christdemokratischen Parteien KVP und CHU und der liberalen VVD.

## Zusammensetzung

### Minister
| Geschäftsbereich/Amt                                 | Minister                                                   | Partei    |
| ---------------------------------------------------- | ---------------------------------------------------------- | --------- |
| allgemeine Angelegenheiten Ministerpräsident         | Willem Drees                                               | PvdA      |
| Minister ohne Geschäftsbereich                       | Josef van Schaik                                           | KVP       |
| Äußeres                                              | Dirk Stikker                                               | VVD       |
| Justiz                                               | René Wijers bis 15. Mai 1950                               | KVP       |
| Justiz                                               | Johannes Henricus van Maarseveen 15. Mai bis 10. Juli 1950 | KVP       |
| Justiz                                               | Teun Struycken ab 10. Juli 1950                            | KVP       |
| Inneres                                              | Johannes Henricus van Maarseveen bis 15. Juni 1949         | KVP       |
| Inneres                                              | Josef van Schaik 15. Juni bis 20. September 1949           | KVP       |
| Inneres                                              | Frans Teulings ab 20. September 1949                       | KVP       |
| Bildung, Kunst und Wissenschaft                      | Theo Rutten                                                | KVP       |
| Finanzen                                             | Piet Lieftinck                                             | PvdA      |
| Krieg Marine                                         | Wim Schokking bis 16. Oktober 1950                         | CHU       |
| Krieg Marine                                         | Hans s'Jacob ab 16. Oktober 1950                           | parteilos |
| Wiederaufbau und Wohnungswesen                       | Joris in 't Veld                                           | PvdA      |
| Verkehr und Wasserwirtschaft                         | Josef van Schaik bis 1. November 1948                      | KVP       |
| Verkehr und Wasserwirtschaft                         | Derk Gerard Willem Spitzen ab 1. November 1948             | parteilos |
| Wirtschaft                                           | Jan van den Brink                                          | KVP       |
| Landwirtschaft, Fischerei und Lebensmittelversorgung | Sicco Mansholt                                             | PvdA      |
| Soziales                                             | Dolf Joekes                                                | PvdA      |
| Übersee-Territorien                                  | Emmanuel Sassen bis 14. Februar 1949                       | KVP       |
| Übersee-Territorien                                  | Johannes Henricus van Maarseveen ab 14. Februar 1949       | KVP       |
| Minister ohne Geschäftsbereich                       | Lubbertus Götzen                                           | parteilos |

### Staatssekretäre
| Geschäftsbereich                | Staatssekretär                                       | Partei |
| ------------------------------- | ---------------------------------------------------- | ------ |
| Äußeres                         | Nico Blom ab 14. Februar 1950                        | PvdA   |
| Bildung, Kunst und Wissenschaft | Jo Cals ab 15. März 1950                             | KVP    |
| Krieg                           | Wim Fockema Andreae 1. Mai 1949 bis 23. Oktober 1950 | VVD    |
| Krieg                           | Harry Moorman ab 23. Oktober 1950                    | KVP    |
| Marine                          | Harry Moorman ab 1. Mai 1949                         | KVP    |
| Wirtschaft                      | Wim van der Grinten ab 25. Januar 1949               | KVP    |
| Soziales                        | Aat van Rhijn ab 15. Februar 1950                    | PvdA   |
| Soziales                        | Pieter Muntendam ab 1. April 1950                    | PvdA   |